# Barbella futunensis
Barbella futunensis är en bladmossart som beskrevs av Thériot 1938. Barbella futunensis ingår i släktet Barbella och familjen Meteoriaceae. Inga underarter finns listade i Catalogue of Life.